# Requiem (Lloyd Webber)
Andrew Lloyd Webber Requiem című műve gyászmise, amelyet 1985-ben mutattak be. A zeneszerző 1982-ben elhunyt édesapja, William Lloyd Webber emlékére komponálta.

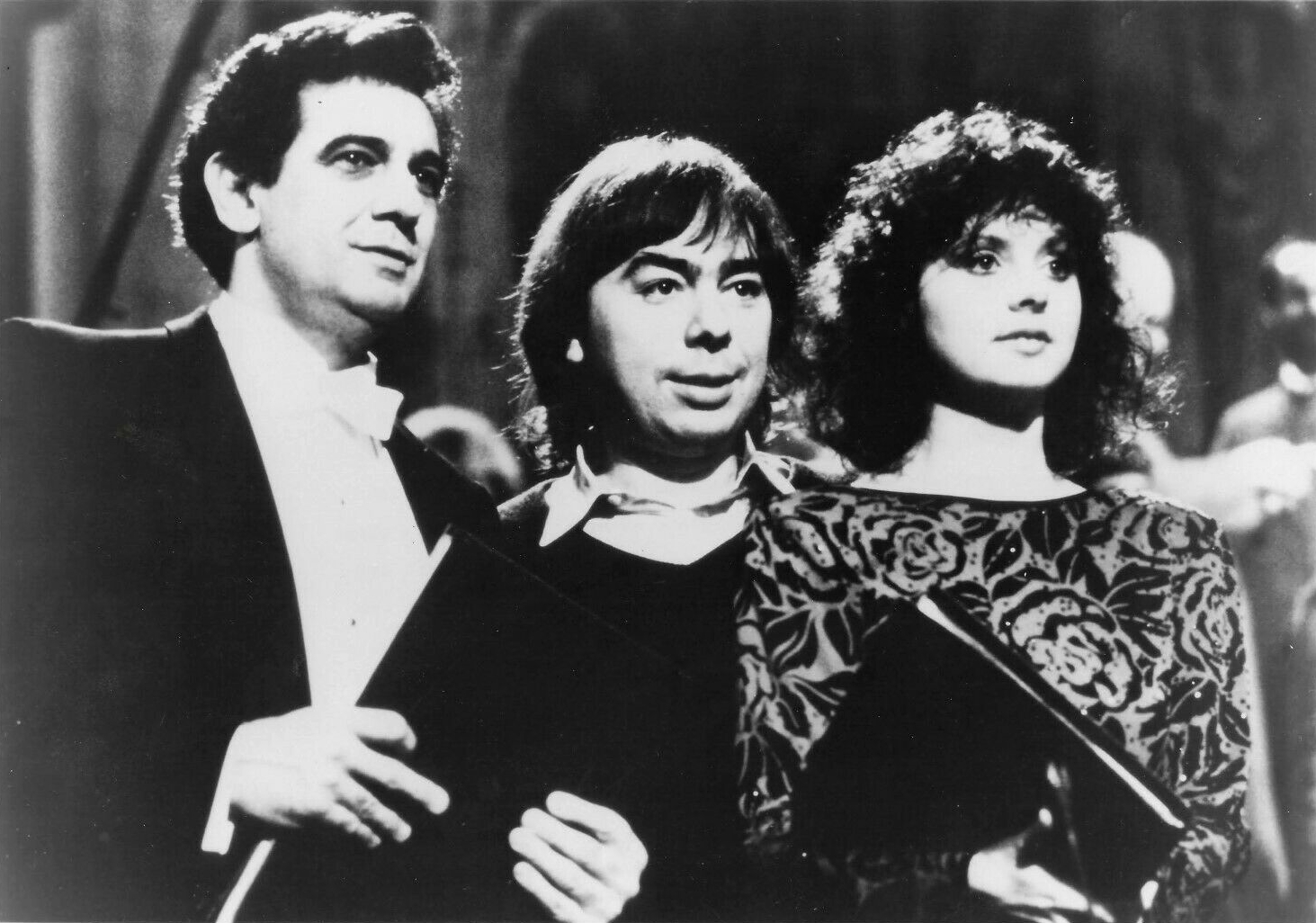
Plácido Domingo, Andrew Lloyd és Sarah Brightman a Requiem ősbemutatóján, 1985. február 24-én

## Történet és fogadtatás
Lloyd , számos musical zeneszerzője számára új kihívást jelentett, hogy klasszikus zenét alkosson. A zenében Lloyd  dallamos és poporientált stílusa keveredik komplex, olykor kötött formával.
A Requiem első változatát az 1984-es Sydmonton Fesztiválon mutatták be, ezt követően Lloyd  további fél évet töltött a mű tökéletesítésével.
A premierre 1985. február 24-én került sor a New York-i Szent Tamás-templomban; a karmester Lorin Maazel, a három szólista pedig Plácido Domingo, Sarah Brightman (Lloyd  akkori felesége) és Paul Miles-Kingston volt.
A Requiem 1986-ban elnyerte a legjobb klasszikus kortárs kompozíciónak járó Grammy-díjat. A Requiem legnépszerűbb részlete a Pie Jesu, amely világhírű lett, és számos hírneves előadóművész vette fel repertoárjába.
2013. július 20-án, Lorin Maazel újra a Requiemet tűzte műsorra a Castleton Fesztiválon. Az énekesek Joyce El-Khoury szoprán, Tyler Nelson tenor és Tommy Richman szoprán voltak.

## Szöveg
Requiemjében Lloyd  a hagyományos Pie Jesu szövegét kombinálta az Agnus Dei azon változatával, amelyet korábban a gyászmiséken énekeltek.
| Pie Jesu, (×4) Qui tollis peccata mundi, Dona eis requiem. (×2)                            | Kegyes Jézus, (4x) Te elveszed a világ bűneit, Adj nekünk békét. (2x)                       |
| Agnus Dei, (×4) Qui tollis peccata mundi, Dona eis requiem, (×2) Sempiternam (×2) Requiem. | Isten Báránya, (4x) Te elveszed a világ bűneit, Adj nekünk békét, (2x) Örök (2x) Nyugalmat. |

## Partitúra és szerkezet
Lloyd Webber a művet kórusra, három szólistára és nagyzenekarra írta, amelyhez orgona, dob és szintetizátor is társul.

### Hangszerelés
Szólamok
- tenor,
- szoprán
- szoprán szólisták,
- SATB kórus (a bemutatón fiúszopránokkal és altokkal)

Fafúvósok
- fuvola (pikoló, altfuvola)
- oboa (oboa d'amore, angolkürt)
- klarinét (Esz klarinét, basszus klarinét)
- szaxofon (szoprán- és tenorszaxofon)
- fagott (fagott, kontrafagott)

Rézfúvósok
- kürt
- trombita
- harsona

Ütőhangszerek
- timpani
- 4 ütőhangszeres, akik pergődobon, nagydobon, cintányérokon, triangulumon, kis, közepes, nagy és mély felfüggesztett cintányérokon, tamburinon, katonai pergődobon, kis csörgődobon, glockenspielen, xilofonon, gongon, nagy gongon, kis harangon, harangon, harangjátékon, belltreen, tikfán, kongákon, marakákon, marimbán, magas rototomon, és dobfelszerelésen játszanak.

Billentyűs hangszerek
- zongora
- cseleszta
- szintetizátor
- orgona

Vonósok
- brácsa
- cselló
- nagybőgő

Hárfa

### Szerkezet
Lloyd Webber a szokásoknak megfelelően nem a mise graduále- és traktusszövegét dolgozta fel.
A Sanctust két tételre osztotta, a Hosanna-részre és a Benedictusra. Nem írt külön Agnus Dei tételt, hanem a Pie Jesu szövegével kombinálta azt, melynek a hagyományos Dies irae utolsó verse az alapja, azzal az Agnus Dei szöveggel, ami hagyományosan később szólal meg a gyászmiséken.
A temetési szertartás szövegét, a Libera me (Ments meg engem, Uram) részt is beillesztette.

#### - Sanctus: Hosanna - Benedictus

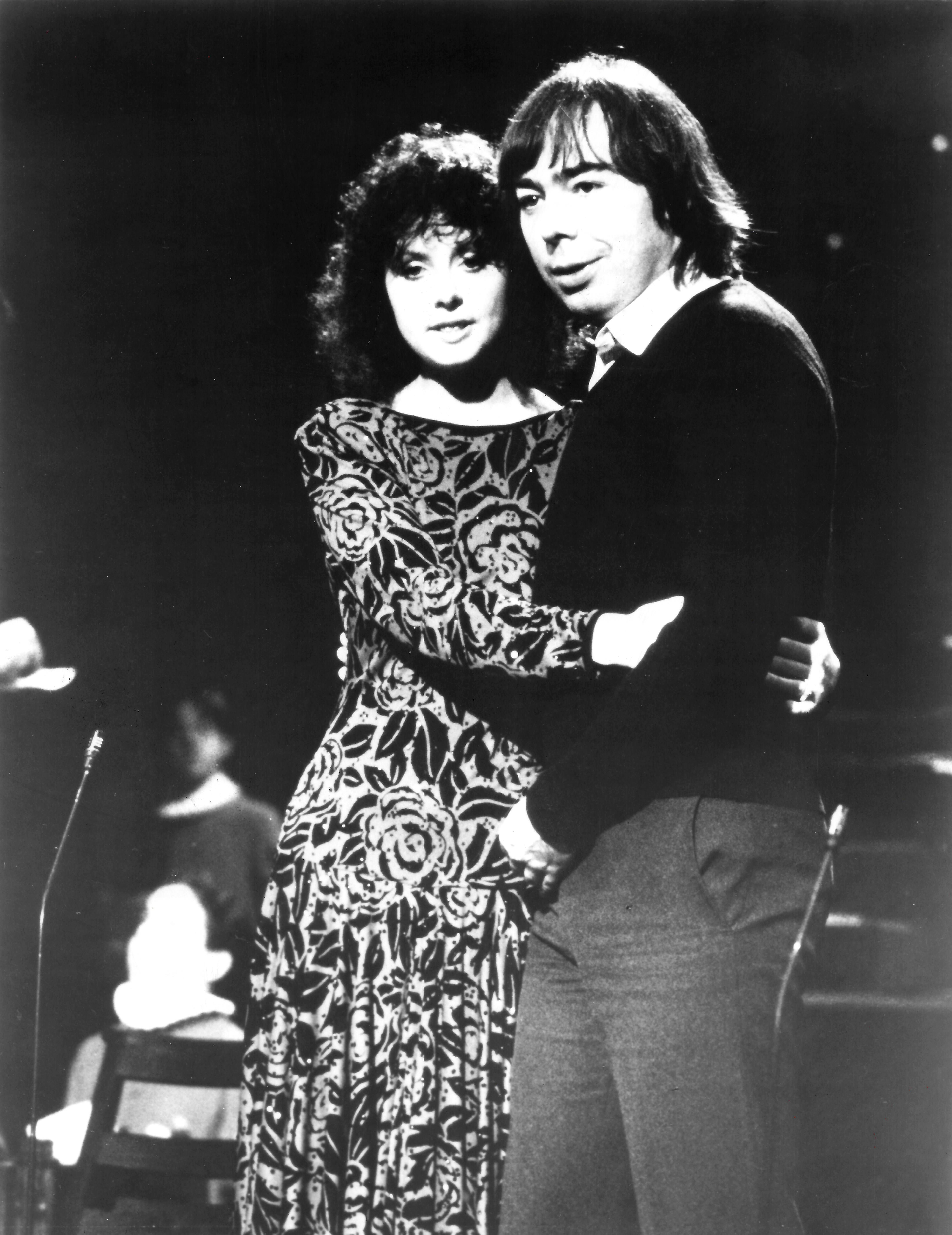
Lloyd Webber és Sarah Brightman szoprán énekesnő, akkor volt felesége, a Requiem világpremierjén New York-ban

#### -Szekvencia
- Dies irae
- Recordare
- Ingemisco

## A Pie Jesu példátlan sikere
Lloyd Webber Requiemjének kiemelkedő sikerű része, a Pie Jesu tétel, mely a hagyományos Pie Jesu szöveget ötvözi az Agnus Dei szövegével, amely a tradicionális gyászmise külön tétele. Eredetileg Sarah Brightman adta elő 1985-ben Paul Miles-Kingston fiúszopránnal; duettjükről videóklip is készült.
Példátlan módon a Pie Jesu  a klasszikus zenei műfajból a popslágerlista élére került, Brightman és Miles-Kingston előadásában már a bemutató évében, 1985-ben aranylemez lett az Egyesült Királyságban. (Brightman később újra előadta a számot a 2001-es Classics című albumán.)
A  Requiemből a Pie Jesu lett a legnépszerűbb az Egyesült Királyság határain túl is, ezt adták elő legtöbbször önállóan is a műből, s latinról számos nyelvre lefordították a szövegét.
Nevezetes előadói közé tartozik Sarah Brightman, Jackie Evancho, Sissel  Kyrkjebø, Marie Osmond, Anna Nyetrebko, Amira Willighagen és Michelle Bass.
Moe Koffman Doug Riley-jel közösen vette fel a Pie Jesut az újra kiadott Music for the Night (1991) című albumán.
A Pie Jesut Charlotte Church is előadta a Voice of an Angel (1998) című debütáló, bestsellerré vált albumán.
Az Angelis gyermekkórus az Angelis című bemutatkozó albumán mutatta be 2006-ban.

## Külső linkek
- Andrew Lloyd Webber - Pie Jesu (Sarah Brightman, Paul Miles-Kingston) Winchester Cathedral Choir
- Andrew Lloyd Webber: Requiem – Az 1985-ös New York-i világpremier Lloyd Webber felvezető interjújával